# 1995年欧洲超级杯
1995年欧洲超级杯是第20届欧洲超级杯。赛事于1996年2月1日和2月28日分别在萨拉戈萨罗马雷达体育场和阿姆斯特丹奥林匹克体育场举行，由1994–95年欧洲冠军联赛冠军阿贾克斯对阵1994–95年歐洲盃賽冠軍盃冠军皇家萨拉戈萨。阿贾克斯最终以总比分5–1获得冠军。